# Famille Le Clerc
Pour les articles homonymes, voir Le Clerc et Leclerc.
La famille Le Clerc est une famille éteinte de Lorraine, établie à Nancy, dont les membres se mirent au service des ducs de Lorraine à partir du XVe siècle.

## Histoire

Blason Le Clerc (1623)

Mengin Le Clerc (1310-1360) est l'ancêtre de la famille Le Clerc. Sa femme est la fille et la sœur d'écuyers, les Gircourt. Le nom Leclerc devient Leclerc de Pulligny en partie à cause du fait que sa femme est la belle-sœur d'une Pulligny. Certains Le Clerc, comme Jehan Leclerc, sont dits de Pulligney. Mengin Le Clerc est Deyvillers (Épinal), mais selon Le Pays lorrain, la famille Le Clerc est originaire de Remiremont.
Jehan Leclerc de Pulligney, dit Chappellain, né vers 1395 à Remiremont, dans l'actuel département des Vosges, et mort après le 25 octobre 1464, certainement à Nancy, est entre 1416 et 1420 garde des coffres et des joyaux du duc Charles II de Lorraine (1364-1431). Jehan Leclerc de Pulligney signe les Lettres portant révocation des bannissemens et proscriptions prononcées contre le duc de Bourgogne et ses partisans, par arrêts du parlement ou par commission, à Paris, le 9 juin 1418. Il est bourgeois de Nancy en 1429. Après sa victoire sur les Messins, le duc Charles II de Lorraine demeure en 1431 dans la maison qui deviendra celle de Jehan Le Clerc. Jehan Leclerc de Pulligney est anobli par le duc René de Lorraine le 3 janvier 1464.
Les Le Clerc furent nombreux à jouer un rôle à la Cour de Nancy.
La noblesse de 1464 n’est pas héréditaire car ses petits-fils, Claude Leclerc de Pulligny et Thierry Le Clerc de Rouillé sont anoblis par le duc Antoine de Lorraine le 1er mars 1512.
Claude II Leclerc de Pulligny se fait saisir ses biens par le duc de Lorraine. Ses fils, Jean Le Clerc et Alexandre Le Clerc sont faits chevalier de Saint-Marc et doivent recevoir une lettre leur conférant la noblesse héréditaire le 28 mai 1623. Leur grand-père était déjà écuyer, seigneur de Pulligny, Ceintrey, Voinémont, Malaucourt-sur-Seille, Chamagne, Érize-Saint-Dizier et Saint-Dizier.

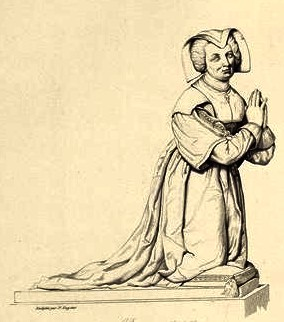
Statue de Chrestienne Leclerc du Vivier au musée du Louvre.

## Liens de filiation entre les personnalités notoires
- Jehan Leclerc de Pulligney (ca 1410-1465), dont :
  - Mengin Le Clerc (ca 1450-1510), négociant, tabellion-juré de la ville de Nancy en 1484. Il épouse Mengette N..:
    - Thierry Le Clerc de Roville (ca 1490- ). Il est  anobli par le duc Antoine de Lorraine le 1er mars 1512 avec son frère Claude. Ils portent D'or au léopard de gueule, armé, lampassé et couronné d'azur au chef de même chargé de trois besants d'or[5].
      - Pierre Le Clerc de Roville (ca 1540- ) épouse Alix de Billy (ca 1550- ).
        - Marguerite Le Clerc de Roville (ca 1570 - après 1606)[6],[7] épouse en 1592 Nicolas de Gondrecourt (ca 1560-1633), avocat à Saint-Mihiel. Conseiller à la Cour des Grands Jours. Président des Grands Jours de Commercy en 1633. Conseiller d'État de Lorraine et ambassadeur à Mayence, fils d'un conseiller d'État sous le duc Charles III, il est envoyé en Espagne en 1606.

    - Claude Leclerc de Pulligny (ca 1485-1562) épouse Catherine de Trèves de Xirocourt (ca 1515-1581), sœur de Gilles de Trèves.
      - Claudon Le Clerc (1535-1603) épouse en 1546 Nicolas de Lescut de Saint Germain (ca 1505-1581).
      - Barbe Le Clerc (1536-1585) épouse en 1554 Jean de Lescut de Saint Germain (1505-1581), vice-bailli de Nancy, tabellion à Nancy et lieutenant de bailli, comte du Saint-Empire romain germanique, seigneur de Pixéricourt et de Malzéville.
      - Jean Le Clerc (1538- ), argentier de Charles III de Lorraine (1543-1608), conseiller-auditeur en la Chambre des Comptes de Lorraine[8], marié en 1567 avec Élisabeth Champenois de Nogent, créancière du duc qui lui constitue une rente de 367 écus (en plus de celle de 1607 qu'elle perçoit déjà de concert avec son frère), assignée comme la première sur la recette du comté de Vaudémont[4].
      - Marie Le Clerc (1541- ) épouse Nicolas Humbelot (1520-1560), fils du seigneur de Serqueux et Langres en Champagne. Nicolas est bailli de Châtillon-sur-Seine. Il est anobli par lettres de noblesse de Charles III de Lorraine, le 23 février 1565[9].
      - Pierre Leclerc Du Vivier (1530-1598) épouse en 1561 Anne Fériet de Varangéville (1540-1612).
        - Chrestienne Leclerc Du Vivier (1563-1598) épouse avec Charles Bailly du Séjour.

      - Claude II Leclerc de Pulligny ( -1598), marié (1) en 1580 avec Claudon Galland de Pulligny (1552-1582), inhumée dans la nef de l’église de Pulligny, fille de Mengin et Françoise du Gaillard[5] ; marié (2) en 1583 avec Claudon Mengin de Pulligny (1550-1626)[10].
        - Jean Le Clerc (1586-1633), peintre d'histoire à Rome, Venise, et Nancy.

      - Jean Leclerc de Pulligny (1550-1602), marchand bourgeois en 1579, doyen de la justice en 1582, puis grand échevin de la ville de Remiremont en 1587, et enfin maire en 1595. Il épouse Anne Sagay.
        - Alix Le Clerc (1576-1622), fondatrice avec Pierre Fourier de la congrégation des Chanoinesses de Saint-Augustin de la congrégation Notre-Dame.

### Personnalités
- Mengin Le Clerc
- Alix Le Clerc
- Jean Le Clerc
- Pierre Leclerc du Vivier
- Chrestienne Leclerc du Vivier

## Armes
Cette famille porte : D'or au léopard de gueules, armé, lampassé et couronné d'azur au chef de même chargé de trois besants d'or